# Marta Viladot i Santaló
Marta Viladot Santaló (Barcelona, 1970) és una periodista llicenciada en Ciències de la Informació per la Universitat Autònoma de Barcelona (UAB) i Màster d'Anàlisi Política Comparada per la Universitat Oberta de Catalunya (màster propi de la UOC). Actualment és Subdelegada dels Serveis Informatius de TV3 i Catalunya Ràdio 3Cat a Madrid. Abans va ser redactora del diari Avui, d'Onda Cero Radio, Onda Rambla, Cadena 13, i de la central de la CNN als Estats Units, on va residir amb una beca Fulbright. Ha publicat els llibres La Audiencia Nacional 1977-1997,  La pedra d'Omari. Una aventura al Kilimanjaro  (Cossetània Edicions, 2008),  Els Pirineus de cap a cap, 50 etapes. La Transpirinenca (GR-11) (Cossetània, 2010), Pirineus: 50 indrets que no et pots perdre (Cossetània, 2013), Guadarrama: 50 excursiones que no te puedes perder (Lectio, 2016)i diversos reportatges de natura i muntanya.
Ha cursat el seminari de Relacions Institucionals, Protocol i Organització d’Esdeveniments de la UOC.